# Rincón de Cuadra
Rincón de Cuadra és una entitat de població de l'Uruguai, ubicada al sud-oest del departament de Durazno, sobre el límit amb Florida. Té un nucli poblacional d'uns 4.000 habitants, segons les dades del cens del 2004.
Es troba a 79 metres sobre el nivell del mar.